# Жумирин
Жумирин (порт. Jumirim)  —  муниципалитет в Бразилии, входит в штат Сан-Паулу. Составная часть мезорегиона Пирасикаба. Входит в экономико-статистический  микрорегион Пирасикаба. Население составляет 2630 человек на 2006 год. Занимает площадь 56,738 км². Плотность населения — 46,4 чел./км².

## Статистика
- Валовой внутренний продукт на 2003 составляет 29.087.515,00 реалов (данные: Бразильский институт географии и статистики).
- Валовой внутренний продукт на душу населения на 2003 составляет 11.965,25 реалов (данные: Бразильский институт географии и статистики).
- Индекс развития человеческого потенциала на 2000 составляет 0,795 (данные: Программа развития ООН).